# Men (unidad maya)

Glífo de códice que caracteriza al men

El men es el decimoquinto día del sistema tzolkin y simboliza al águila.  Este día también se asocia al «rumbo oeste», al color negro y a la diosa Ix Chel. No obstante, otras fuentes asocian este día con el color azul.  Para los mayas era uno de los símbolos más poderosos, ya que simbolizaban a la Luna.